# Danh sách đảo theo tên (H)
Danh sách dưới đây liệt kê các đảo bắt đầu bằng ký tự H.
Đây là một danh sách chưa hoàn tất, và có thể sẽ không bao giờ thỏa mãn yêu cầu hoàn tất. Bạn có thể đóng góp bằng cách mở rộng nó bằng các thông tin đáng tin cậy.
A - B - C - D - Đ - E - F - G - H - I - J - K - L - M - N - O - P - Q - R - S - T - U - V - W - X - Y - Z

## H
| Tên đảo           | Quần đảo / Nhóm đảo                                                      | Quốc gia |
| ----------------- | ------------------------------------------------------------------------ | --- |
| Haaf Gruney       | Quần đảo Shetland                                                        | Scotland |
| Hadseløya         | Vesterålen                                                               | Na Uy |
| Hailuoto          |                                                                          | Phần Lan |
| Hải Nam           |                                                                          | Trung Quốc |
| Hajógyári-sziget  | Sông Donau                                                               | Hungary |
| Halfmoon          | Georgian Bay Ontario                                                     | Canada |
| Half Moon         | South Quần đảo Shetland                                                  | Claimed by Argentine Antarctica, Argentina, Antártica Chilena Province of Chile và Lãnh thổ châu Nam Cực thuộc Anh of the Vương quốc Anh |
| Half Moon         | Louisiana                                                                | Hoa Kỳ |
| Halfmile          | Lake Winnipesaukee, New Hampshire                                        | Hoa Kỳ |
| Halib             |                                                                          | Eritrea |
| Halifax           |                                                                          | Namibia |
| Halki             | Dodecanese                                                               | Hy Lạp |
| Hallig Habel      | North Frisian Islands                                                    | Đức |
| Hamburger Hallig  | North Frisian Islands                                                    | Đức |
| Hanerahu          | Väinameri Sea                                                            | Estonia |
| Hanikatsi laid    | Väinameri Sea                                                            | Estonia |
| Hans              | Kennedy Channel of Nares Strait                                          | Claimed by both Đan Mạch and Canada |
| Hao               | Tuamotus, Polynésie thuộc Pháp                                           | Pháp |
| Hara              | Vịnh Phần Lan                                                            | Estonia |
| Harat             | Dahlak Archipelago                                                       | Eritrea |
| Hareidland        |                                                                          | Na Uy |
| Harilaid          | Biển Baltic                                                              | Estonia |
| Harmil            | Dahlak Archipelago                                                       | Eritrea |
| Harris            | Rice Lake, Ontario                                                       | Canada |
| Hascosay          | Quần đảo Shetland                                                        | Scotland |
| Hatch             | Georgian Bay Ontario                                                     | Canada |
| Hateruma          | Yaeyama Islands part of the Sakishima Islands part of the Ryukyu Islands | Nhật Bản |
| Hatoma            | Yaeyama Islands part of the Sakishima Islands part of the Ryukyu Islands | Nhật Bản |
| Hatteras          | Outer Banks, North Carolina                                              | Hoa Kỳ |
| Havra             | Quần đảo Shetland                                                        | Scotland |
| Hawai‘i           | Hawaii                                                                   | Hoa Kỳ |
| Hawar             | Hawar Islands                                                            | Bahrain |
| Hawk              | New Jersey                                                               | Hoa Kỳ |
| Hawkesbury        | British Columbia                                                         | Canada |
| Hawks Nest        | Lake Winnipesaukee, New Hampshire                                        | Hoa Kỳ |
| Hay               | Georgian Bay Ontario                                                     | Canada |
| Hayden            | Columbia River, Oregon                                                   | Hoa Kỳ |
| Hecate            | British Columbia                                                         | Canada |
| Hei Ling Chau     | Islands District, Hồng Kông                                              | Trung Quốc |
| Heimaey           | Vestmannaeyjar                                                           | Iceland |
| Helgö             | Lake Mälaren                                                             | Thụy Điển |
| Heligoland        | Heligoland Bight, Schleswig-Holstein                                     | Đức |
| Helliar Holm      | Bản mẫu:Country data Orkney Islands                                      | Scotland |
| Helnæs            | Islands of the waters south of Funen                                     | Đan Mạch |
| Hen               | Lake Erie, Ontario                                                       | Canada |
| Hen and Chicken   | Georgian Bay Ontario                                                     | Canada |
| Henderson         | Pitcairn Islands                                                         | British overseas territories |
| Henderson         | Shackleton Ice Shelf, Châu Nam Cực                                       | |
| Henderson         | Ohio River, Kentucky                                                     | Hoa Kỳ |
| Hendurabi         | Vịnh Ba Tư                                                               | Iran |
| Hengam            | Vịnh Ba Tư                                                               | Iran |
| Henry             | San Juan Islands, Washington                                             | Hoa Kỳ |
| Isle aux Herbes   | Alabama                                                                  | Hoa Kỳ |
| Hereheretue       | Duke of Gloucester Islands, Tuamotus, Polynésie thuộc Pháp               | Pháp |
| Herm              | Quần đảo Eo Biển                                                         | Guernsey |
| Hermit            | Lake Winnipesaukee, New Hampshire                                        | Hoa Kỳ |
| Heron             | Lake Mead, Nevada                                                        | Hoa Kỳ |
| Herrs             | Allegheny River, Pennsylvania                                            | Hoa Kỳ |
| Hertsön           |                                                                          | Thụy Điển |
| Herschel          | Lake Huron Ontario                                                       | Canada |
| Herschel          | Yukon                                                                    | Canada |
| Hertzberg         | Georgian Bay Ontario                                                     | Canada |
| Hess              | Susquehanna River, Pennsylvania                                          | Hoa Kỳ |
| Hesselø           | The Kattegat                                                             | Đan Mạch |
| Hestan            | Solway Firth, Scotland                                                   | Vương quốc Anh |
| Hestur            | Quần đảo Faroe                                                           | Đan Mạch |
| Heybeliada        | Prince's Islands                                                         | Thổ Nhĩ Kỳ |
| Hickory           | West Lake Ontario                                                        | Canada |
| Hiddensee         | Islands of the Biển Baltic                                               | Đức |
| Hiiumaa           | West Estonian archipelago; Biển Baltic                                   | Estonia |
| Wirral            | estuary of the River Dee                                                 | UK |
| Hildasay          | Quần đảo Shetland                                                        | Scotland |
| Hinnøya           | Vesterålen                                                               | Na Uy |
| Hisingen          | Kattegat, Västergötland và Bohuslän                                      | Thụy Điển |
| Hispaniola        | Antilles                                                                 | Haiti and Dominican Republic |
| Hitra             | Trondheimsfjord                                                          | Na Uy |
| Hiu               | Torres Islands                                                           | Vanuatu |
| Hiwassee          | Chickamauga Lake, Tennessee                                              | Hoa Kỳ |
| Hjelm             |                                                                          | Đan Mạch |
| Hjortø            | Islands of the waters south of Funen                                     | Đan Mạch |
| Hoak              | Susquehanna River, Pennsylvania                                          | Hoa Kỳ |
| Hobbs             | Tennessee River, Alabama                                                 | Hoa Kỳ |
| Hobulaid          | Väinameri Sea                                                            | Estonia |
| Hoëdic            | Bretagne                                                                 | Pháp |
| Hoeksche Waard    | South Holland                                                            | Hà Lan |
| Hoffman           | Illinois River, Illinois                                                 | Hoa Kỳ |
| Hog               | North Channel, Ontario                                                   | Canada |
| Hog               | Ottawa River, Ontario                                                    | Canada |
| Hog               | Essequibo River                                                          | Guyana |
| Hog               | Narragansett Bay, Rhode Island                                           | Hoa Kỳ |
| Hog               | Wisconsin                                                                | Hoa Kỳ |
| Hog               | Michigan                                                                 | Hoa Kỳ |
| Hog               | James River, Virginia                                                    | Hoa Kỳ |
| Hog               | Petaluma River, California                                               | Hoa Kỳ |
| Hog               | Tomales Bay, California                                                  | Hoa Kỳ |
| Hog               | Aleutian Islands, Alaska                                                 | Hoa Kỳ |
| Hokkaidō          | Nhật Bảnese Archipelago                                                  | Nhật Bản |
| Holm of Faray     | The North Isles, Bản mẫu:Country data Orkney Islands                     | Scotland |
| Holm of Huip      | The North Isles, Bản mẫu:Country data Orkney Islands                     | Scotland |
| Holm of Papay     | The North Isles, Bản mẫu:Country data Orkney Islands                     | Scotland |
| Holm of Scockness | The North Isles, Bản mẫu:Country data Orkney Islands                     | Scotland |
| Hồng Kông Island  | Hồng Kông                                                                | Trung Quốc |
| Honshū            | Nhật Bảnese Archipelago                                                  | Nhật Bản |
| Hooge             | North Frisian Islands                                                    | Đức |
| Hope              | British Columbia                                                         | Canada |
| Hope              | Georgian Bay, Ontario                                                    | Canada |
| Hopen             | Svalbard                                                                 | Na Uy |
| Hõralaid          | Väinameri Sea                                                            | Estonia |
| Hormuz            | Vịnh Ba Tư                                                               | Iran |
| Horn              | Mississippi                                                              | Hoa Kỳ |
| Hornby            | Quần đảo Gulf, British Columbia                                          | Canada |
| Horse             | Thimble Islands, Connecticut                                             | Hoa Kỳ |
| Horse             | Quần đảo Shetland                                                        | Scotland |
| Horse             | Summer Isles                                                             | Scotland |
| Horse Islands     | Newfoundland and Labrador                                                | Canada |
| Houat             | Bretagne                                                                 | Pháp |
| Housay            | Out Skerries, Quần đảo Shetland                                          | Scotland |
| Howakil           | Dahlak Archipelago                                                       | Eritrea |
| Howe              | Saint Lawrence River Ontario                                             | Canada |
| Howell            | Missouri River, Missouri                                                 | Hoa Kỳ |
| Howland Island    |                                                                          | |
| Hoy               | The South Isles, Bản mẫu:Country data Orkney Islands                     | Scotland |
| Huahine           | Windward Islands, Society Islands, Polynésie thuộc Pháp                  | Overseas collectivity of Pháp |
| Hauhine Iti       | Windward Islands, Society Islands, Polynésie thuộc Pháp                  | Overseas collectivity of Pháp |
| Hauhine Nui       | Windward Islands, Society Islands, Polynésie thuộc Pháp                  | Overseas collectivity of Pháp |
| Huckleberry       | Georgian Bay (Parry Sound) Ontario                                       | Canada |
| Hülgerahu         | Väinaeri Sea                                                             | Estonia |
| Hull              | Lake Winnipesaukee, New Hampshire                                        | Hoa Kỳ |
| Hunda             | The South Isles, Bản mẫu:Country data Orkney Islands                     | Scotland |
| Hundvåg           | Øyane archipelago, Stavanger municipality, Rogaland                      | Na Uy |
| Huney             | Quần đảo Shetland                                                        | Scotland |
| Hurricane         | Illinois River, Illinois                                                 | Hoa Kỳ |
| Hurricane         | Ohio River, Kentucky                                                     | Hoa Kỳ |
| Hvar              |                                                                          | Croatia |
| Hven              |                                                                          | Thụy Điển |
| Hydra             | Saronic Islands                                                          | Hy Lạp |